# Torö
Torö est une île de l'archipel de Stockholm  en Suède,,.

## Présentation
Torö est une île de la commune de Nynäshamn et de la paroisse de Torö.
Torö est reliée au continent par la route 528.
Torö est l'une des plus grandes îles de la commune.
La partie nord de Torö se trouve à environ 15 kilomètres de la ville de Nynäshamn, tandis qu'Ankarudden est à environ 23 kilomètres.
Depuis la jetée de Herrhamra, les bateaux d'Ankarudden se dirigent vers Öja (Landsort).
Torölandet fait partie de Torö, de Svärdsö et d'Oxnö.
La liaison avec le continent se fait par le pont de Tottnäsbron au nord d'Oxnö.
Parmi les bâtiments de valeur culturelle et historique figurent l'église de Torö du XVIIème siècle et le manoir d'Herrhamra dont l'histoire remonte au Moyen Âge.
À la ferme Herrhamra, on pratique l'agriculture et la sylviculture à petite échelle et l'élevage des chevaux.
Il existe quelques petites activités artisanales et de services sur l'île. À la pointe sud de Torö se trouve le cimetière d'Herrhamra, toujours utilisé aujourd'hui.
Torö abrite deux réserves naturelles : la réserve naturelle de Reveludden (sv) et la réserve naturelle d'Ören (sv).
La plage de galets de Torö, dans la réserve naturelle d'Ören, est très appréciée pour le surf et le kitesurf est également largement pratiqué.
Des compétitions de championnat de surf de vagues ont été organisées à Torö à plusieurs reprises.

## Galerie

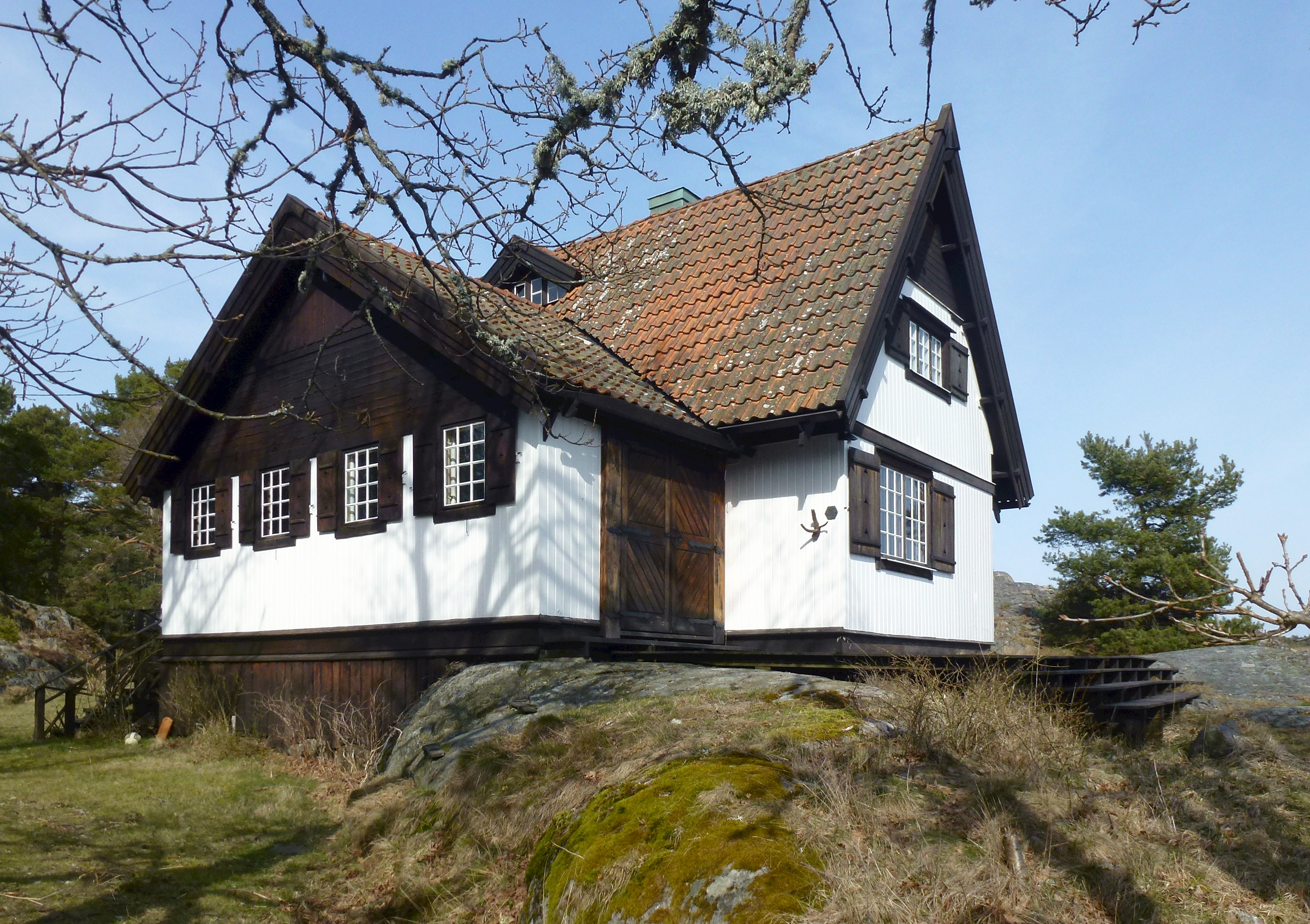
Villa Torsvi.
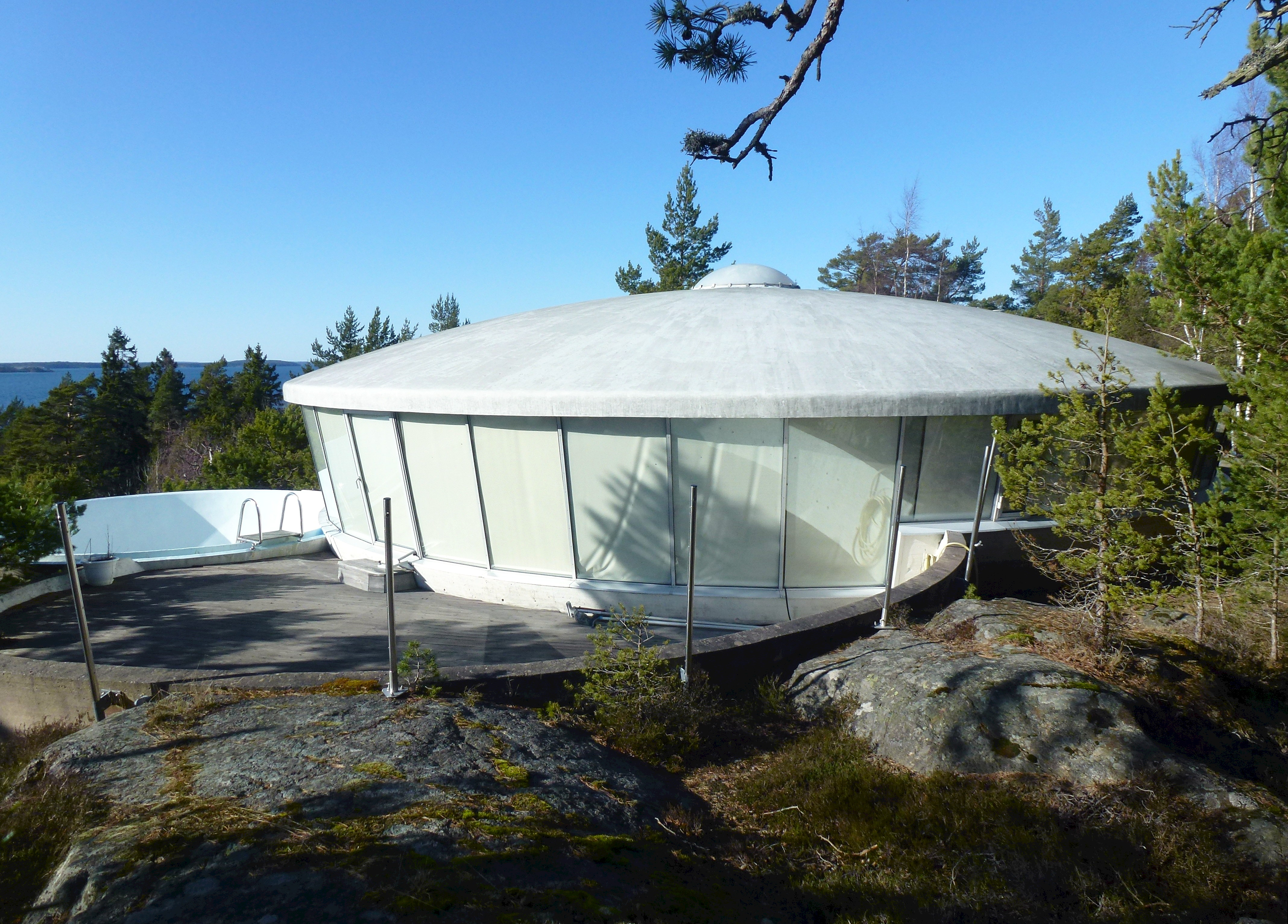
Villa Spies.
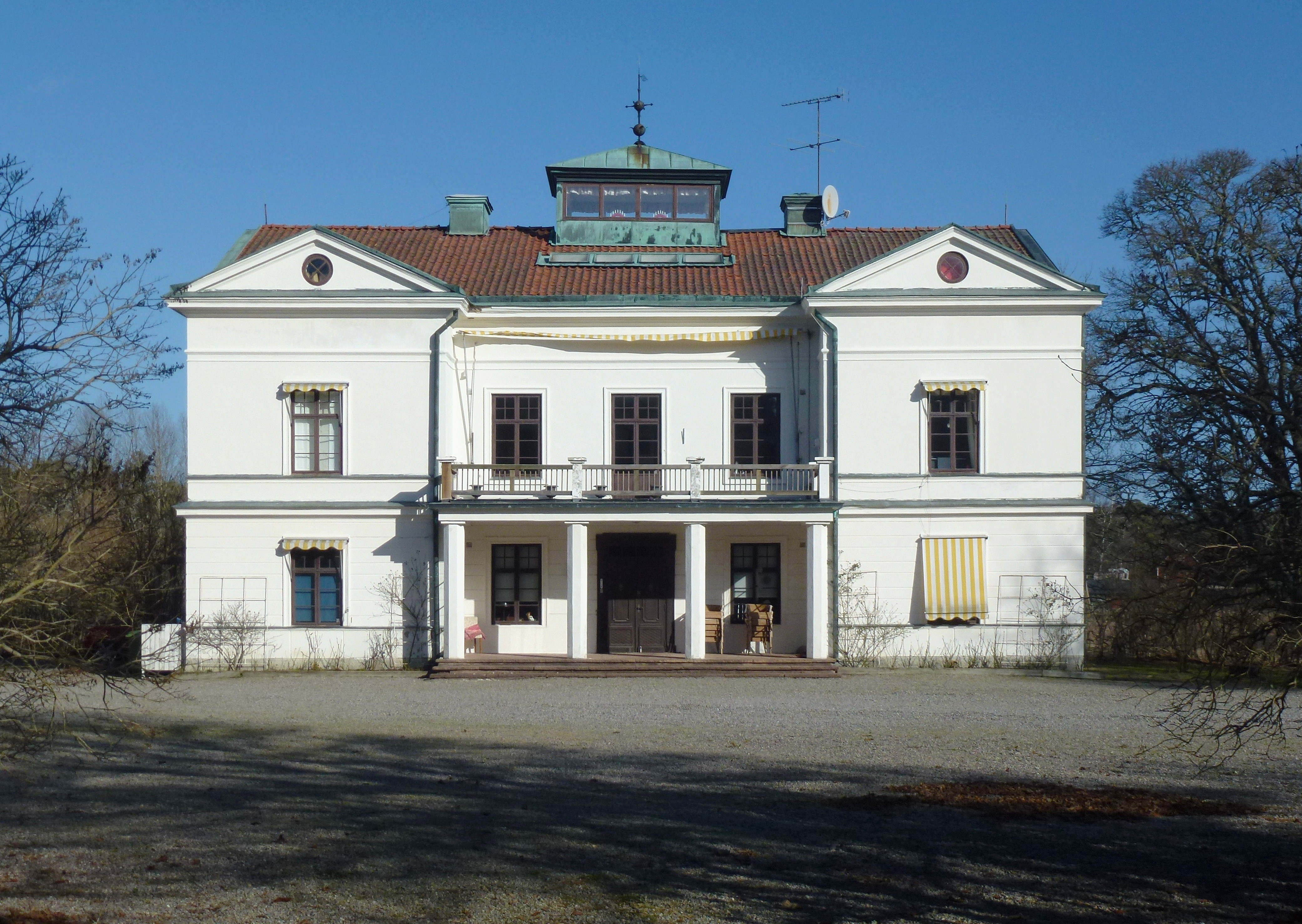
Herrhamra.

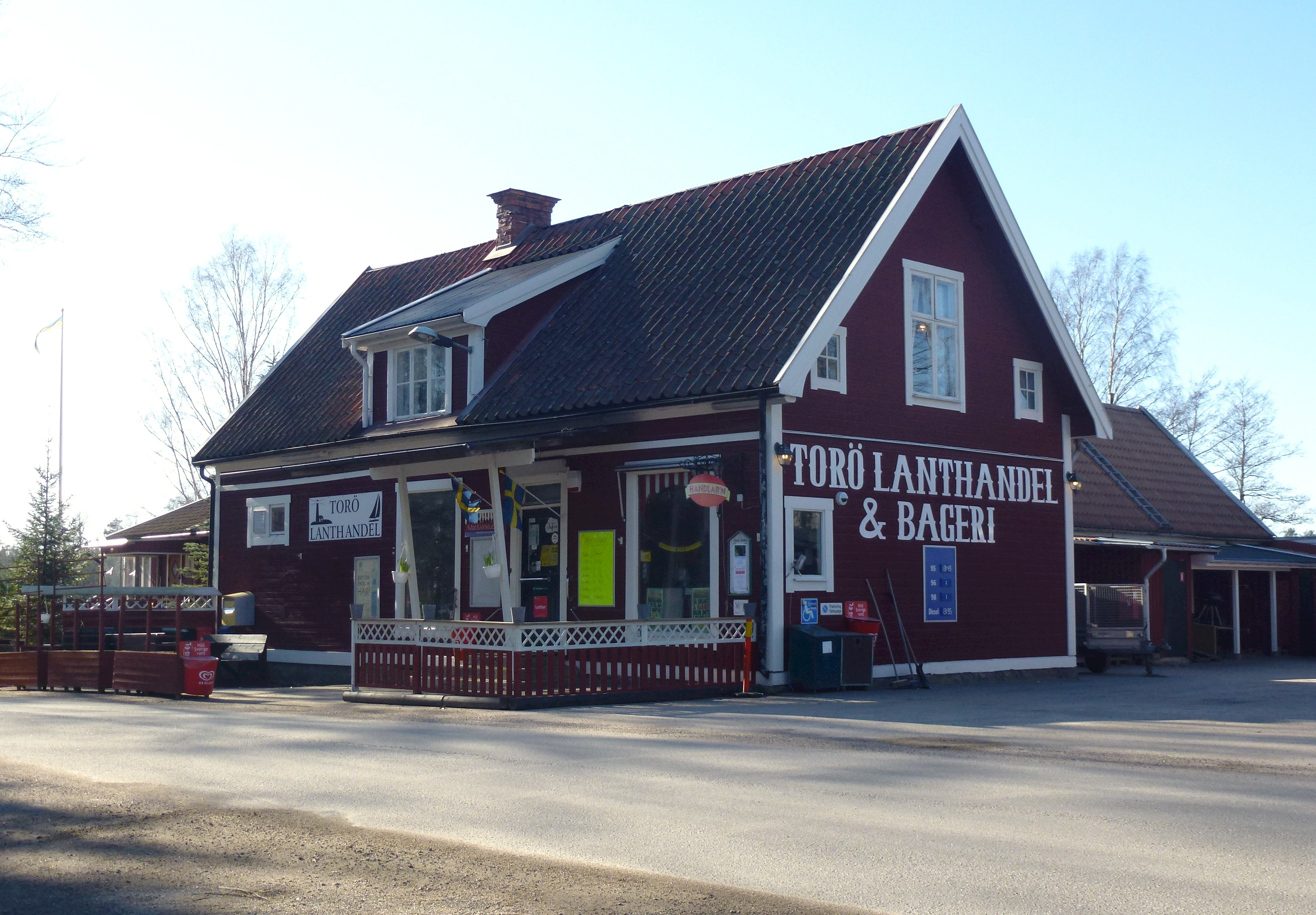
Magasin général de Torö.
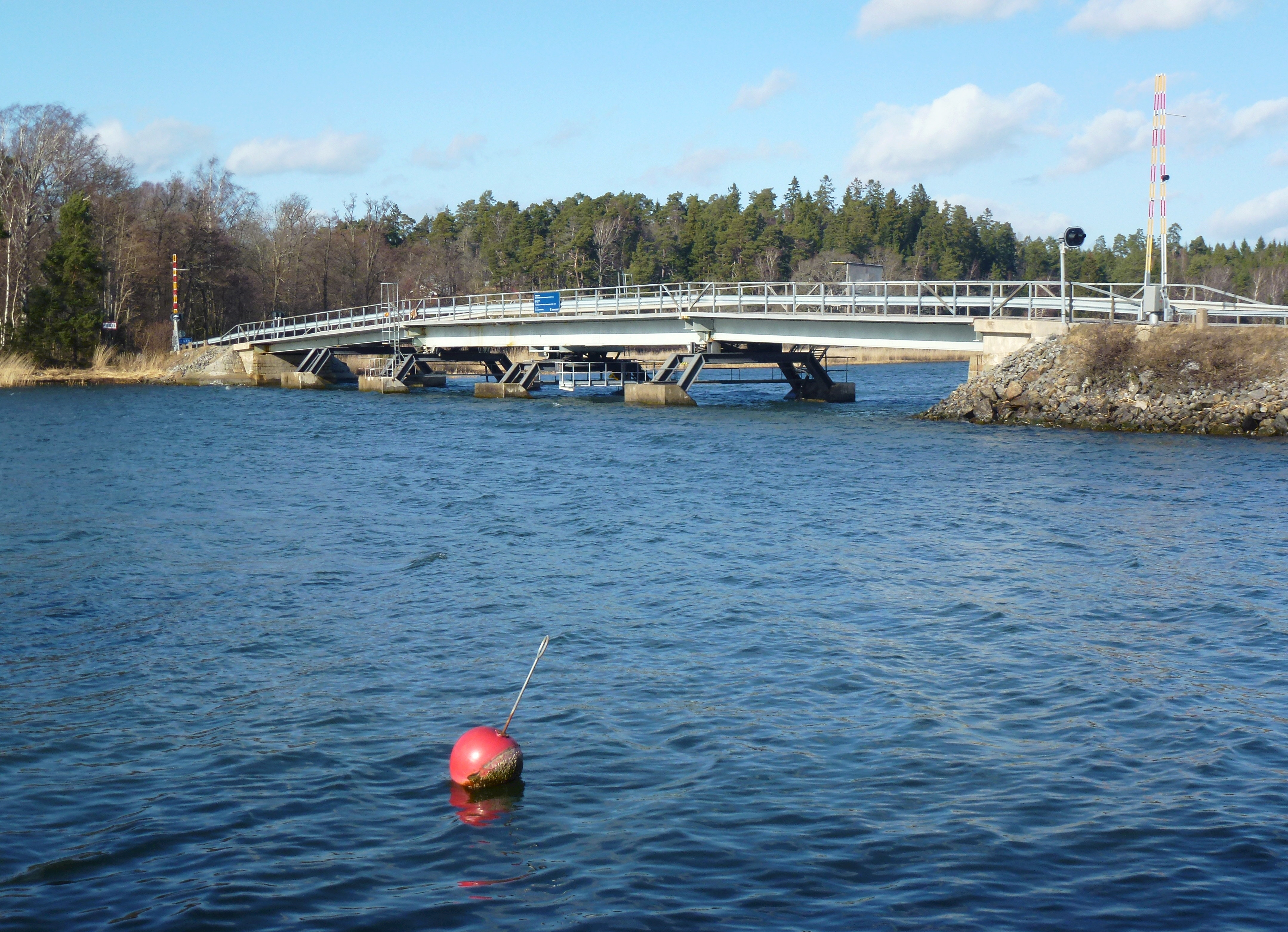
Le pont Tottnäsbron.
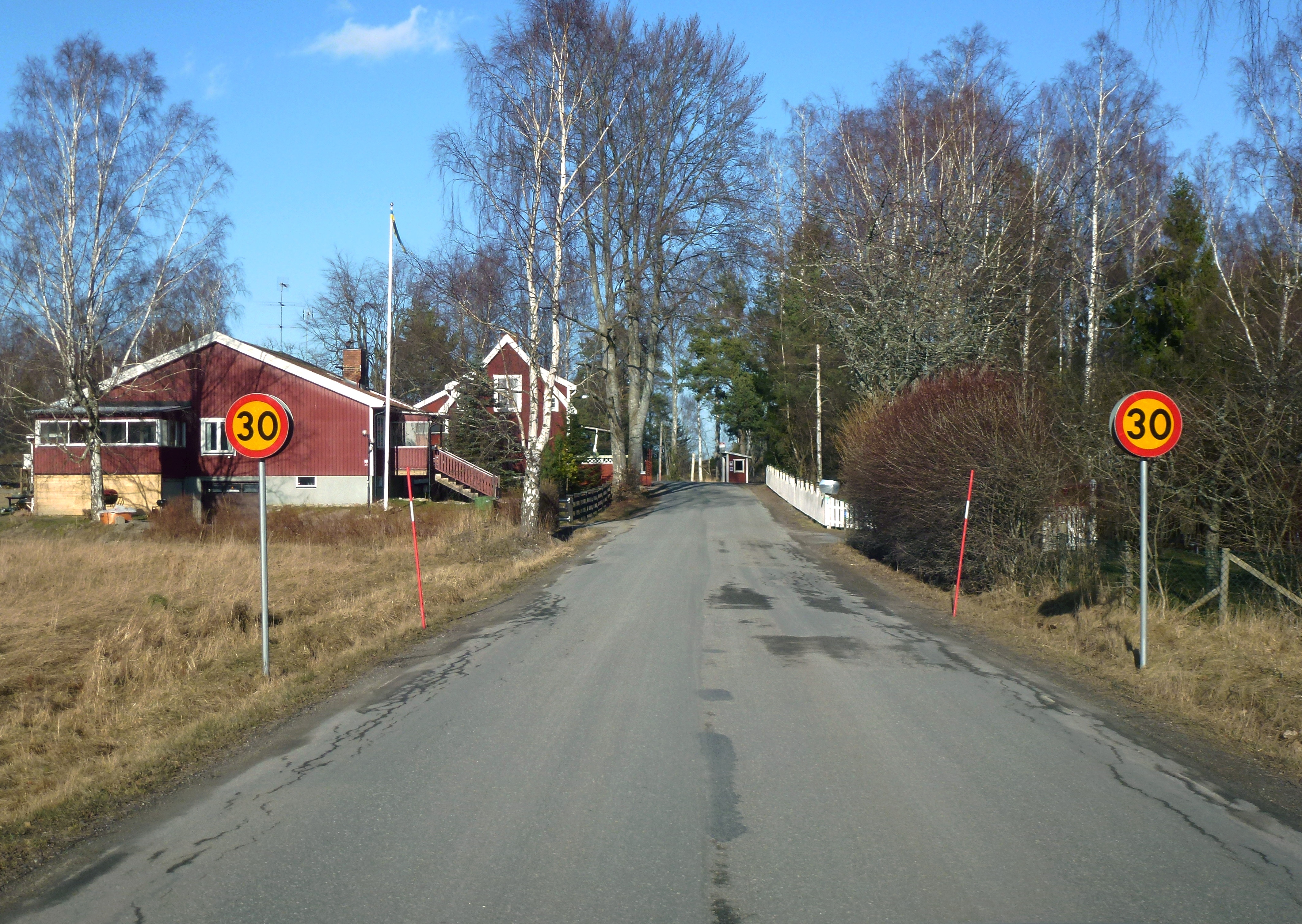
Gabrielstorp sur la route 528.